# Пошёл вон
«Пошёл вон» (укр. «Забирайся») — двадцять третій сингл кліп російсько-українського гурту «ВІА Гра», перший кліп з участю Єви Бушміної.

## Відеокліп
Відео знімалося всього за два дні, в готелях Києва і на набережній Дніпра.
Прем'єра кліпу відбулася 10 квітня 2010 року на музичному телеканалі «M1». Ексклюзивна прем'єра в Росії відбулася 12 квітня 2010 року на російському телеканалі MTV Росія.
Режисер кліпу Алан Бадоєв.

## Факти
- 2011 року гурт Бумбокс записав і представив кавер-версію пісні під назвою «Пошла вон», що ввійшла до їхнього четвертого студійного альбому «Середній Вік».[1]
- 2012 року Єва Бушміна разом з «Ad Libitum» представила джазову версію пісні.[2]

## Учасники запису
- Надія Мейхер
- Альбіна Джанабаєва
- Єва Бушміна